# Bella Gonçalves
Isabella Gonçalves Miranda (Belo Horizonte, 20 de novembro de 1988) é uma cientista política e política brasileira. Foi vereadora em Belo Horizonte pelo Partido Socialismo e Liberdade (PSOL), presidenta do PSOL/BH, militante das Brigadas Populares e ativista pelo direito à cidade. Foi a primeira vereadora de Belo Horizonte a se assumir publicamente lésbica. Foi eleita deputada estadual de Minas Gerais em 2022.

## Formação acadêmica
Graduada em Ciências Sociais pela Universidade Federal de Minas Gerais (2012), é doutora em Pós Colonialismos e Cidadania Global pelo Centro de Estudos Sociais da Universidade de Coimbra (CES), em Portugal, e em Ciência Política pela UFMG (2019). No doutorado, Bella Gonçalves defendeu a tese intitulada "Brasil em Movimento: o fim da Nova República e a crise da esquerda brasileira". Durante a universidade, foi parte do projeto de Extensão Universitária Polos de Cidadania da UFMG.

## Atuação política
Em 2008, durante o curso de Ciências Sociais e no programa Polos de Cidadania, inicia o contato com movimentos sociais locais, participando ativamente do processo de luta pela regularização fundiária Usucapião Coletivo da Vila Acaba Mundo, nas discussões e formações de cooperativas no Vale do Jequitinhonha sobre a pauta das mulheres.

### Brigadas Populares
Em 2009, ingressa nas Brigadas Populares, “organização militante, popular e de massas, socialista, classista, feminista, antirracista, anti-imperialista, anti-punitivista e nacionalista-revolucionária, atuando em locais diversos como ocupações, periferias, bairros, organizações comunitárias, coletivos, sindicatos, escolas e universidade, atualmente presentes na Bahia, Ceará, Distrito Federal, Espírito Santo, Minas Gerais, Rio de Janeiro, Santa Catarina, São Paulo e Pará”. Foi uma das idealizadoras do Comitê Popular dos Atingidos pela Copa, que ajudou a organizar a resistência das famílias atingidas pelas obras da Copa do Mundo de 2014. Apoiou diversas lutas por moradia, como a Ocupação Dandara e as ocupações da Izidora, entre outras, na Região Metropolitana de BH. Também apoiou a resistência dos trabalhadores da Feira do Mineirinho e dos Barraqueiros do Mineirão, atingidos pela realização do mundial de futebol no Brasil. Foi também integrante do movimento Fora Lacerda, que fez oposição nas ruas à gestão empresarial do prefeito Márcio Lacerda, entre 2009 e 2016.
Participou das manifestações populares de junho de 2013

### Eleições 2016
Fez parte do movimento Muitas (Pela Cidade que Queremos) que, em 2016, lançou diversas candidaturas às eleições municipais, conjugando uma diversidade de corpos na construção de um espaço de ocupação da política em Belo Horizonte. Sob o lema “Votou em Uma, Votou em Todas”, foi a terceira candidata mais votada da coligação PSOL/PCB, ficando como primeira suplente. É então convidada a integrar a Gabinetona, como co-vereadora, junto com as parlamentares eleitas Áurea Carolina e Cida Falabella. Em 2018, com a eleição de Áurea Carolina para a Câmara dos Deputados, assume o cargo de vereadora.

### Eleições 2020
Já nas eleições municipais de 2020, se elegeu ao parlamento municipal com 6.954 votos.
Como vereadora, integrou a CPI da BHTrans, em 2021, que revelou a formação de cartel para a concorrência da licitação do transporte público em BH, firmado em 2008. Atualmente, é presidenta da Comissão de Direitos Humanos da Câmara Municipal de Belo Horizonte.[carece de fontes?]

### Eleições 2022
Nas eleições de 2022, foi eleita deputada estadual de Minas Gerais pelo PSOL com 43.768 votos.

## Desempenho em eleições
| Ano  | Eleição                     | Partido | Candidato a                                 | Votos          | Resultado  |
| ---- | --------------------------- | ------- | ------------------------------------------- | -------------- | ---------- |
| 2016 | Municipal de Belo Horizonte | PSOL    | Vereadora                                   | 3.422 (0,31%)  | Suplente   |
| 2020 | Municipal de Belo Horizonte | PSOL    | Vereadora                                   | 6.954 (0,65%)  | Eleita     |
| 2022 | Estadual em Minas Gerais    | PSOL    | Deputada Estadual                           | 43.768 (0,39%) | Eleita     |
| 2024 | Municipal de Belo Horizonte | PSOL    | Vice-prefeita Titular: Rogério Correia (PT) | 55.393 (4,37%) | Não eleita |